# Miloš Pokorný
Miloš Pokorný (* 1974) ist ein ehemaliger tschechischer Squashspieler.

## Karriere
Miloš Pokorný spielte in den 1990er-Jahren und Anfang der 2000er-Jahre auf der PSA World Tour und erreichte seine höchste Platzierung in der Weltrangliste mit Rang 179 im Januar 1998. Mit der tschechischen Nationalmannschaft nahm er ab 1994, als die Mannschaft erstmals beim Turnier spielte, zahlreiche Male an Europameisterschaften teil. Bei der ersten Teilnahme Tschechiens an einer Weltmeisterschaft im Jahr 2003 gehörte er ebenfalls zum Kader. Im Einzel stand er 2005 im Hauptfeld der Europameisterschaft und erreichte das Achtelfinale, in dem er in drei Sätzen gegen Bradley Ball unterlag. 1994 wurde Pokorný erstmals tschechischer Landesmeister und gewann 1997 und 1998 zwei weitere Titel.

## Erfolge
- Tschechischer Meister: 3 Titel (1994, 1997, 1998)